# Phénomène Tanguy
Le phénomène Tanguy est un phénomène social selon lequel les jeunes adultes tardent à se séparer du domicile familial. Cette dénomination vient du film Tanguy, d'Étienne Chatiliez, dont le personnage éponyme s'enferme dans ce type de situation. Une nouvelle expression est ainsi apparue pour désigner la classe d'âge de ces jeunes gens : la génération Tanguy.

## Causes
Il existe plusieurs causes associées à la montée ou à la naissance du phénomène Tanguy. La taille de la famille, la situation familiale, la situation géographique, le travail, la religion ou même la tradition du pays d'origine peuvent tous avoir des effets sur la décision du jeune adulte de rester ou non dans la maison de ses parents. Cependant, au Canada, les Tanguy résultent surtout de deux causes spécifiques.

### Babyboom
À la suite de la Seconde Guerre mondiale, le Canada est entré dans un boom économique qui s'est reflété par un boom démographique. Ce grand nombre d'individus s'est rapidement arrogé le monopole du travail, rendant difficile pour les générations suivantes l'accès à un emploi. Pour obtenir un poste bien payé, il était donc primordial pour les successeurs des baby boomers d'effectuer des études supérieures, en vue d'un travail spécialisé. Ceci explique en partie l'apparition du phénomène Tanguy, puisque les jeunes adultes poursuivent leurs études en demeurant, pour une période indéterminée, chez leurs parents.

### Économie
John Anderson, directeur de la recherche au Conseil canadien du développement social, s'est penché sur la hausse du nombre de ces jeunes adultes dépendant de la maison familiale. Ainsi, comme plusieurs experts s'entendent pour le dire, il existe une cause économique à cette situation sociale et Anderson en fait mention : « Il est beaucoup plus difficile pour les jeunes de trouver un emploi qui paie bien. Une personne qui a un emploi au salaire minimum peut difficilement se payer un logement, à moins de le partager avec trois ou quatre colocataires ». Les cycles économiques expliquent donc une part importante dans cette hausse marquée des Tanguy.

## Le phénomène Tanguy dans le monde

### Au Japon
Au Japon, le terme célibataire parasite est utilisé pour définir les adultes célibataires restant chez leurs parents pour profiter du confort et de l'hospitalité de ceux-ci.

### Pays anglo-saxons
Dans les pays anglo-saxons, le terme Boomerang Generation (génération boomerang en français) est utilisé pour décrire l'habitude de la génération des jeunes adultes actuelle (boomerang babies) de quitter leurs parents, puis de revenir au domicile familial, parfois à plusieurs reprises - à l'instar du boomerang qui revient toujours à son point de départ.

### Au Canada
En ce qui concerne le Canada, le phénomène Tanguy, qui se rapproche de celui des célibataires parasites, est apparu dans la société vers le début des années 1980, en pleine période de récession économique.
Le phénomène Tanguy est le résultat d'un changement dans la structure sociale du pays. Au Canada, comme l'explique François Louis-Seize, le mariage est de plus en plus reporté, les enfants quittent la maison beaucoup plus tard et rallongent la durée de leurs études. Ces comportements, fondés sur des valeurs plus modernes, reflètent une des conséquences de ce bouleversement structural. En effet, les jeunes adultes s'incrustent plus longtemps pour tirer avantage du confort et de la sécurité, autant physique et financière que le domaine familial leur procure.
C'est vers le début des années 1980 qu'est identifié le commencement de ce phénomène au Canada. La génération des Baby boomers est entrée en masse sur le marché du travail, ne laissant pas beaucoup de place pour une nouvelle main-d'œuvre. Les jeunes adultes, pour une grande partie, continuent donc leurs études plus longtemps, dans le but d'obtenir un poste éventuel, ou attendent une occasion de travail. Dans les deux cas, ils demeurent généralement, pendant ce temps, chez leurs parents. Malgré leur statut, ces adultes ont des projets et ne comptent pas rester indéfiniment dans la maison des parents. Il existe cependant une seconde catégorie de Tanguy. Ces derniers n'ont pas atteint une pleine autonomie, ils dépendent encore, en plus d'un hébergement, de l'argent des parents, parfois même de la voiture. Ils n'ont généralement pas d'emploi ou ne travaillent qu'une quinzaine d'heures par semaine, pour se payer des sorties. Au contraire du premier type de Tanguy, ces derniers n'ont pas de projets à court ou à long terme. Ils ne quitteront donc pas la maison avant longtemps.
Les chiffres s'accentuent avec les années, selon Statistiques Canada, atteignant 43,5 % d'un total de quatre millions de jeunes adultes canadiens âgés de 20 à 29 ans, vivant toujours chez leurs parents, en 2006. Même si ce phénomène touche une plus grande partie de jeunes hommes que de jeunes femmes, ces dernières ne restent pas exclues des faits ; depuis 1981 à 2001, le pourcentage des jeunes femmes âgées de 25 à 29 ans qui restaient encore chez leurs parents est passé de 8 % à 19 %, plus du double.

## Sources